# Nesmrtelnost (taoismus)

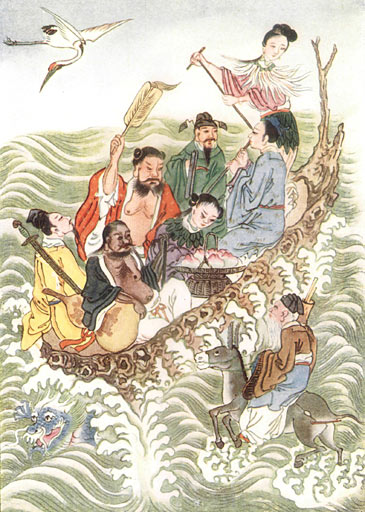
Osm nesmrtelných přeplouvá moře. Od zádě po směru hodinových ručiček Che Sien-ku, Chan Siang-c’, Lan Cchaj-che, Li Tchie-kuaj, Lü Tung-pin, Čung-li Čchüan, Cchao Kuo-ťiou, mimo loď Čang Kuo-lao.

Charakteristickým rysem taoismu a čínské tradice je myšlenka o možnosti dosažení nesmrtelnosti. Nauce o nesmrtelnosti a způsobům, jak dosáhnout nesmrtelnosti, je věnováno mnoho knih. Recepty na dosažení nesmrtelnosti vznikaly po tisíce let, už od starověku. V taoistické literatuře lze najít popisy lidí žijících dlouho a/nebo na nebesích, téma nesmrtelnosti se objevuje v mýtech a legendách, výzkum zaměřený na dosažení nesmrtelnosti se prováděl od velmi dávných dob, císaři snažili se snažili dosáhnout nesmrtelnosti mnoha způsoby. Známé je především pátrání po nesmrtelnosti císaře Čchin Š’-chuang-ti.
Chápání nesmrtelnosti a její povahy se v průběhu staletí hodně měnilo. Pátrání po nesmrtelnosti vedlo k rozvoji čínské medicíny.

## Rané období
V nápisech na bronzech období Západní Čou je nejpopulárnější formou přání všeho dobrého „dlouhý život“ (壽, šou); přičemž předkové v ne-pozemském světě byli společným aktivem rodu a sloužili jeho zájmům. V období Východní Čou (od 8. století př. n. l.) se objevil nový náboženský standard, který vyžadoval osobní úsilí k dosažení nesmrtelnosti a nevázal je k rodovému kultu. Podle mínění historika Wen I-tuoa, tento nový postup mohl být spojen s vírou Čchiangů, kteří v pohřebním kultu používali kremaci, netypickou pro obyvatele čínských centrálních států.
Dosažení osobní nesmrtelnosti bylo zpětně přičítáno vybraným historickým postavám. Tak se populární postavou taoistických legend stal Wang-c’ Čchiao (太子晋, princ východočouského období. Je příznačné, že chanský učenec Cchaj Jung ho neztotožňoval z nějakou historickou osobností, když tvrdil, že „byl dokonalým mužem (tj. nesmrtelným), ale neznámo v které době“.

## Rozšíření a vulgarizace
V období Jar a podzimů se pojem nesmrtelnosti široce rozšířil.
Nesmrtelnost hledali císaři i knížata. Císař Čchin Š’-chuang-ti se, podle Zápisků historika chanského historika S’-ma Čchiena, velmi obával hrozící smrti. Během svých cest se seznamoval s kouzelníky a čaroději (方士, fang-š’) v naději, že od nich vyzví tajemství elixíru nesmrtelnosti. V roce 219 a 210 př. n. l. vypravil expedice na ostrovy nesmrtelných ve východních mořích pod vedením Sü Fua. Podle S’-ma Čchiena byly takové expedice organizovány už od 4. století. př. n. l., podnik Čchin Š’-chuang-tia se lišil pouze bezprecedentním rozsahem.
S polemikou proti pátrání po nesmrtelnosti vystoupil v traktátu Sin jü (新語, „Nové řeči“) učenec Lu Ťia (240-170 př. n. l.), konfuciánský rádce prvního chanského císaře Kao-cu.
Zájem o dosažení nesmrtelnosti projevil i chanský císař Wu-ti (vládl 141–87 př. n. l.). Stejně jako Čchin Š’-chuang-ti vykonal rituál císařských obětí feng-šan (封禅), jehož jednou z částí byla prosba o nesmrtelnost. Podle Zápisků historika Wu-ti prohlásil, že opustí své manželky a děti, když mu bude dovoleno dostat se do nebe, tak jako Žlutému císaři. Přibližně v téže době se rozvíjí legenda, že Žlutý císař nebyl povznesen sám, ale byl doprovázen celou svou družinou, včetně harému o sedmdesáti ženách. Ještě živější obraz je spojen se sebevraždu chanského prince Liou Ana (179–122 př. n. l.), vyvolanou odhalením jeho spiknutí proti císaři Wu-ti. Podle legendy Liou An nezemřel, ale stal se nesmrtelným (sien), a s ním se na cestu do nebe vydali dokonce i psi a drůbež jeho dvora.
Podle memoranda z roku 31 př. n. l. stálo v říši Chan 683 obětních síní určených pro setkání s bohy a obyvateli Nebes – takové setkání údajně zaručovalo nesmrtelnost. Spolu s rozšířením hranic říše se měnily způsoby hledání nesmrtelnosti: jestliže dříve byl zájem zaměřen na moře na východě, po dobytí západních zemí se rozšířila představa o nesmrtelnosti získávané na západní hoře Kchun-lun u Královny matky Západu (Si-wang-mu).

## Rané taoistické popisy
Téma nesmrtelnosti má významné místo v raných taoistických pojednáních. O nesmrtelnosti se píše už v pojednání Tao Te ťing, jehož autor Lao-c’ je považován za nesmrtelného. Téma je rozvíjeno v podobenstvích Čuang-c’a, tématu nesmrtelnosti se v té či oné míře dotklo mnoho z filozofických pojednání té doby. Kromě filozofických pojednání je tematika nesmrtelnosti předmětem četných básní a legend.
Čuang-c’ popisuje přírodu jako kontinuální cirkulaci energie čchi, která se přeměňuje a po smrti přechází do nových forem. Závěr vyvozený z představy o cyklickém přetrvávání čchi všech živých věcí byl, že pokud někdo bude žít v souladu s přirozenou podstatou přírody, můžete se neustále obnovovat bez umírání. Jen je nutné sledovat ty události, které jsou trvalé a vyhýbat se tomu, co zaniká. Je třeba se řídit přirozenými rytmy, aby nedošlo ke ztrátě životní energie; následování přirozených rytmů umožňuje čerpat sílu ze samotné přírody.
Nesmrtelní žijí v jiném čase, jeden den jejich života trvá mnoho let. Podle legend, nesmrtelní žijí na ostrově Pcheng-laj a dalších ostrovech, které jsou udržovány na hladině obří želvou ao, podle jiných představ – v dalekém západě na hoře Kchun-lun. Nesmrtelní se živí zvláštními pokrmy (například nebeskou rosou) a konzumují elixír prodloužení života.

## Vnější alchymie
Vnější alchymie se podílí na snaze dosáhnout nesmrtelnosti užíváním speciálně připravených léků. Vzhledem k tomu, že v povaze organických látek je nevyhnutelně začleněn rozklad, největší hodnotu pro přípravu elixírů měly minerální látky. Zvláště ceněné byly zlato a rumělka, jejichž slitina byla považována za elixír. Kombinace znaků pro zlato a rumělku (金丹) nakonec získala význam elixíru nesmrtelnosti (někdy překládaná jako „zlatý elixír“ nebo „zlatá pilulka“).
Podrobnou kritickou analýzu metod a receptů vnější alchymie obsahuje pojednání Pao-pchu-c’ taoisty ťinské éry Ke Chunga (283–343). Obtížnost získání elixíru spočívala v nutnosti získat velmi čisté materiály, dodržení technologie výroby pilulky, načasování začátku alchymických procesů, správných způsobů užívání pilulky. Pojednání posuzuje elixíry vyrobené s využitím nejrůznějších látek a minerálů a uvádí příběhy ze života nesmrtelných a také šarlatánů.
Příprava elixírů byl populární až do 3.–5. století. Elixíry se podávaly také císařům, kteří proto umírali předčasně; moderního analýzy jejich pozůstatků ukázaly v jejich kostech na přítomnost arsenu, rtuti a dalších toxických minerálů. S vývojem taoismu byly staré taoistické spisy o vnější alchymii přehodnoceny, minerály a látky začaly být chápány jako symboly vnitřních procesů v těle, a začaly se rozvíjet metody vnitřní alchymie.

## Vnitřní alchymie
Vnitřní alchymie získala popularitu zvláště v tchangské a sungské éře. Z těchto období se zachovalo velké množství publikací, proto – podle mínění skeptiků – je vnitřní alchymie v rámci taoistické doktríny pozdním jevem. Jednotlivé prvky vnitřní alchymie lze vysledovat do chanské doby, takže existují i názory, že vnitřní alchymie byla praktikována od starověku a existovala paralelně k vnější. Jedním ze základních pojednání vnitřní alchymie je Wej Po-jangův spis Cchan-tchung čchi z 2. století.
Vnitřní alchymie je založena na myšlence, že nesmrtelnost lze dosáhnout prostřednictvím určitých procesů v těle, které jsou podporovány pomocí speciálních cvičení a meditace. Nauka o vnitřní alchymii má následující vlastnosti:
- Práce o vnitřní alchymii se opírají o starší spisy o vnější alchymii, ale látky, které jsou v nich popsány (zlato, stříbro, rumělka, rtuť…), stejně jako procesy tavení jsou chápány jako symboly pro lidské tělo – jeho orgány, meridiány, tekutiny, energetické toky.
- Procesy probíhající uvnitř člověka jsou spojené s přírodními rytmy – sezónními změnami přírody, cyklem dne a noci, fázemi Měsíce, pohybem Jupitera na obloze. Na pochopení přírodních rytmů a jevů se soustřeďuje kniha I-ťing. Pozorováním přírody a následováním I-ťingu a dalších klasických knih, může správně nasměrovat vnitřní procesy v organismu.
- Vnitřní procesy jsou regulovány pomocí dechových cvičení (čchi-kung) a speciálních meditací. Zároveň se aktivně využívají tvrzení klasické čínské medicíny o vnitřních orgánech a energetických (čchi) tocích v organismu.
- Velmi důležitý je psychický stav adepta, který by měla být nastavena na správné vnitřní procesy, aby marně neplýtval energií.
- Četné transformace probíhají mnoho měsíců.
- V procesu transformace vyzrává nesmrtelný zárodek, který se nalézá v oblasti pod pupkem, který je středem „vnitřního dýchání“.
- Zárodek se vyvíjí a živí po dobu devíti měsíců (v některých receptech delší dobu) a pak opouští tělo přes temeno, nové tělo již je nesmrtelné.

Sám sebe takovým způsobem zrodil Lao-c’ (doslova – staré dítě): jeho matka ho nosila 81 let a komentáře říkají, že jeho matka nebyl nikdo jiný než on sám.
K pěstování zárodku bylo nutné neztrácení energii, ale naopak její udržení zvláštními způsoby – správnou výživou, nedávat najevo emoce. Zejména se nedoporučovalo ztrácet esence jin – například sperma a sliny. Proto díla vnitřní alchymie doporučovala polykání slin a vyhýbání se ejakulaci.

## Nesmrtelnost ve středověkém a pozdním taoismu
Od určité doby bylo mnoho slavných taoistů považováno za nesmrtelné, kteří se „osvobodili od těla“. Věřilo se, že po fyzické smrti se jejich mrtvola výrazně zmenšila nebo dokonce zmizela, což sloužilo jako znamení, že se osvobodili a odletěli do nebes. Podle taoistické alchymie v okamžiku dosažení nesmrtelnosti zárodek vylétal vzhůru skrze temeno hlavy.
V pozdější době byly za nesmrtelné považováni taoističtí mistři, kteří měli „nesmrtelné kosti“. Po obdržení titulu taoistického mistra, adept také získal „potvrzení o nesmrtelnosti“, které se vztahovalo už ne k nesmrtelnosti fyzického těla, ale k určité kvalitě kostí a ducha.

## Nesmrtelnost a reinkarnace
Představa o nesmrtelnosti ve fyzickém těle se dostala do konfliktu s buddhismem. Podle buddhistického názoru nekonečné udržování života ve stejném fyzickém těle nedává smysl, a vědomí přetrvává v nekonečném koloběhu znovuzrození.
S rozvojem taoismu a pod vlivem buddhismu se taoistické představy o nesmrtelnosti sblížily s buddhistickými. Představy o nesmrtelnosti byly interpretovány jako přechod do jiné reality s odlišným životním cyklem a odlišným tokem času, snaha o zachování svého těla se změnila na snahu o duchovní sebezdokonalování. Pozdější taoistické školy kladly důraz na meditace, analogicky k buddhistům. Velký význam přitom měla síla koncentrace mysli dosahované během meditace.